# Johny Schuermans
Johny Schuermans (29 oktober 1993) is een Belgisch touwtrekker.

## Levensloop
Schuermans is afkomstig uit Merksplas en is aangesloten bij TTV Familie Janssens. Met deze touwtrekclub werd hij in 2021 wereldkampioen en in 2022 vice-wereldkampioen.
Daarnaast is hij actief in het Belgisch touwtrekteam. Met de Pull Bulls nam hij onder meer deel aan de Wereldspelen van 2022, alwaar ze brons behaalden in de klasse tot 640 kg.